# Ethel Reed
Pour les articles homonymes, voir Reed.
Ethel Reed, née le 13 mars 1874 à Newburyport (Massachusetts) et morte en 1912, est une artiste américaine, graveuse, illustratrice, designer et affichiste, l'une des premières femmes graphistes de son temps à avoir eu, avec sa compatriote Alice Russell Glenny, une stature internationale.

## Biographie
Fille d'Edgar Eugene Reed, née à Newburyport, dans le Massachusetts en 1874 ou 1876, Ethel Reed se retrouve sans son père à l'adolescence et doit travailler très jeune pour faire vivre sa mère. Ils déménagent à Boston en 1890 : là, elle entre à la Cowles Art School, l'un des plus importants établissements d'enseignement artistique de la ville, et fréquente l'atelier de la miniaturiste Laura Coombs Hills (1859-1852) qui fait d'elle un portrait à la mine de plomb,. Dès 1894, ses travaux sont remarqués et publiés par The Boston Herald, The Boston Illustrated, ou The Boston Daily Globe. Elle est embauchée par l'éditeur Lamson Wolffe and Co. installé entre Boston et New York, et compose pour lui près d'une dizaine d'affiches promotionnelles en héliotypie, des couvertures de livres et de nombreuses vignettes hors-textes d'une facture inspirées par l'Arts & Crafts qui essaimait depuis Londres, puis par Chicago et Boston. Elle compose des illustrations pour des périodiques destinés à la jeunesse comme St. Nicholas: An Illustrated Magazine for Young Folks (1894-1895), ainsi que pour deux magazines de Philadelphie, The Penny Magazine et Footlights. Sa suite de gravures pour In Childhood's Country de Louise Chandler Moulton (coll. « The Yellow Hair », Copeland & Day, Boston, 1896) fait partie de ses plus belles réalisations.
Elle devient l'assistante d'un peintre bostonien en vue, Philip Leslie Hale, le fils de l'historien Edward Everett Hale, mais quitte son atelier au cours de l'été 1896 pour visiter l'Europe en compagnie de sa mère. Finalement, elle décide de s'installer à Londres : Ethel Reed a trouvé une place d'illustratrice au Yellow Book, une revue fondée par Aubrey Beardsley et John Lane, au moins jusqu'en mai 1897 (elle fait la couverture de janvier). Par la suite, elle est publiée par The Sketch (avril 1898) et le magazine satirique The Punch.
Elle revient sans doute vivre à Boston puisqu'elle fournit ensuite des illustrations à l'éditeur Copeland and Day, fondé et dirigé par le photographe pictorialiste Fred Holland Day, puis à différents journaux comme The New Illustrated Magazine (1900), mais rien n'est sûr : son biographe, le critique William S. Peterson a mené une enquête très fournie en 2013 pour essayer de retracer le parcours fulgurant de cette artiste qui semble s'éclipser peu avant 1900.
Souffrant d'alcoolisme, elle serait morte en 1912.
Deux de ses affiches ont été reproduites par Jules Chéret dans le recueil périodique Les Maîtres de l'affiche (Imprimerie Chaix, 1896-1900), à savoir The Quest of the Golden Girl et Miss Träumerei.
Il existe deux célèbres séries de portraits photographiques représentant Ethel : l'une par Frances Benjamin Johnston, l'une des premières grandes photographes américaines (ci-dessus, 1895), l'autre par Fred Holland Day.

## Affiches publicitaires

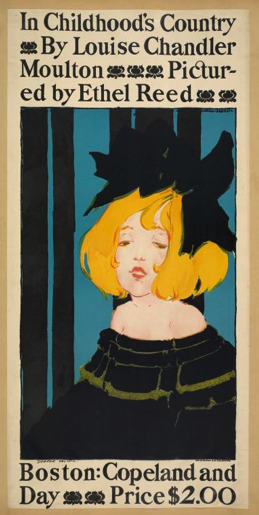
Affiche pour In Childhood's Country (1896).

Pour les éditions Lamson Wolffe and Co. (Boston, New York) :
- 1895 : « The White Wampum » par E. Pauline Johnson.
- 1895 : « Is Polite Society Polite? » par Julia Ward Howe.
- 1895 : « Uncle Sam's church » par John Bell Bouton.
- 1895 : « Folly or saintliness » [par] José Echegaray.
- 1895 : Albert Morris Bagby's new novel « Miss Träumerei ».
- 1896 : « A Virginia Cousin & Bar Harbor Tales » par Mrs Burton Harrison.
- 1895 « Behind the Arras » par Bliss Carman.
- 1896 : « Fairy Tales » par Mabel Fuller Blodgett.
- 1896 : « Trilby The fairy of Argyle » par Charles Nodier.
- 1896 : « The Love Story of Ursula Wolcott » par Charles Knowles Bolton.
- s.d. : « The House of the Trees » par Ethelwyn Wetherald.

Pour les éditions Copeland and Day (Boston) :
- 1895 : « The Hills of Song » par Clinton Scollard.
- 1895 : Arabella and Araminta stories by Gertrude Smith with XV pictures by Ethel Reed[5]
- 1896 : « In Childhood's Country » par Louise Chandler Moulton.
- 1898 : « The Round Rabbit and Other Child Verse » par Agnes Lee.
- s.d. : « Jacques Damour » par Émile Zola.

Autres :
- 1895- ? : « The Boston Sunday Herald » — 5 affiches différentes.
- 1895 : Boston Illustrated - The Best Guide to Boston
- 1895 : « Pierre Puvis de Chavannes: A Sketch » par Lily Lewis Rood, L. Prang & Co.
- 1896 : Field Flowers Eugene Field Monument Fund illustrated by 40 leading artists
- 1896 : Time and The Hour [un magazine de Boston]
- 1896 : Chicago, Milwaukee & St. Paul Railway Co
- 1897 : « The Quest of the Golden Girl: A Romance » par Richard Le Gallienne - John Lane, The Bodley Head.